# Gorgoniscus incisodactylus
Gorgoniscus incisodactylus is een pissebed uit de familie Cryptoniscoidea incertae sedis. De wetenschappelijke naam van de soort is voor het eerst geldig gepubliceerd in 1981 door Grygier.